# Odostomia americana
Odostomia americana är en snäckart som beskrevs av Dall och Bartsch 1904. Odostomia americana ingår i släktet Odostomia och familjen Pyramidellidae. Inga underarter finns listade i Catalogue of Life.